# Beauty Queen
Beauty Queen è la seconda canzone del secondo album dei Roxy Music, For Your Pleasure. La canzone è dedicata alla compagna di Bryan Ferry, Valerie Leon, modella e attrice, che lavorava nei pressi di Newcastle upon Tyne.
La canzone, tipicamente in stile art rock e glam, è caratterizzata da un iniziale passo melodico e, al tempo stesso, vagamente psichedelico, da una digressione boogie successiva per poi rientrare nel tema originario e concludersi soffusamente.

## Formazione
- Andy MacKay - oboe, sassofono
- Bryan Ferry - voce, chitarra
- Brian Eno - sintetizzatore
- Paul Thompson - batteria
- Phil Manzanera - chitarra
- John Porter - basso